# ليون كوبر
ليون كوبر (بالإنجليزية: Leon N. Cooper)‏ هو فيزيائي أمريكي ، حاز على جائزة نوبل للفيزياء عام 1972 عن مجهوداته في تطوير نظرية الموصلات الفائقة . وقد شاركه العالمان جون باردين وجون روبرت شريفر في الجائزة .
ولد ليون كوبر في 28 فبراير عام 1930 بالولايات المتحدة الأمريكية.

## روابط خارجية
- ليون كوبر على موقع الموسوعة البريطانية (الإنجليزية)
- ليون كوبر على موقع مونزينجر (الألمانية)
- ليون كوبر على موقع ميوزك برينز (الإنجليزية)
- ليون كوبر على موقع إن إن دي بي (الإنجليزية)